# Троицкое (Долгоруковский район)
Тро́ицкое — деревня Свишенского сельского поселения Долгоруковского района Липецкой области.

## География
Троицкое находится в северной части Долгоруковского района, в 18 км к северу от села Долгоруково. Располагается на правом берегу реки Быстрая Сосна. С юго-запада примыкает к деревне Нестеровка.

## История
Троицкое известно с последней четверти XIX века. Упоминается в 1887 году как «сельцо Троицкое». Название по приходу Троицкой церкви села Крутое, в котором состояли здешние жители.
Отмечается в переписи населения СССР 1926 года как деревня, 45 дворов, 279 жителей. В 1986 году 39 дворов, 79 жителей.
С 1928 года в составе вновь образованного Долгоруковского района Елецкого округа Центрально-Чернозёмной области. После разделения ЦЧО в 1934 году Долгоруковский район вошёл в состав Воронежской, в 1935 — Курской, а в 1939 году — Орловской области. С 6 января 1954 года в составе Долгоруковского района Липецкой области.

## Население
| 2010 |
| ---- |
| 28   |

## Транспорт
Троицкое связано грунтовыми дорогами с деревнями Нестеровка и Липовка, селом Паниковец.